# Ole Olsen (komiker)
 For alternative betydninger, se Ole Olsen. (Se også artikler, som begynder med Ole Olsen)
Ole Olsen, født John Sigvard Olsen, (født 1892 i Peru, Indiana, USA, død 1963)

Ole Olsen var den ene halvdel af vaudeville gruppen Olsen & Johnson. (Chic Johnson)
Parret lavede flere film sammen. Mest kendt er Hellzapoppin' (1941)

## Film
1. Oh, sailor behave (1930)
2. 0 Million Frenchmen (1931)
3. Gold Dust Gertie (1931)
4. Gold Dust Gertie (1931)
5. All Over Town (1937)
6. Boy Friend (1939)
7. Det glade vanvid (Hellzapoppin)(1941)
8. Ghost Catchers (1944)
9. See My Lawyer (1945)
10. Four Star Revue (TV serie 1950)
11. The Steve Allen Show (TV serie 1956)